# (1384) Kniertje
(1384) Kniertje – planetoida z pasa głównego asteroid okrążająca Słońce w ciągu 4 lat i 140 dni w średniej odległości 2,68 au. Została odkryta 9 września 1934 roku w placówce Sterrewacht Leiden w Johannesburgu przez Hendrika van Genta. Nazwa planetoidy pochodzi od Kniertje, głównej bohaterki dramatu Op hoop van zegen Hermana Heijermansa, holenderskiego pisarza. Przed nadaniem nazwy planetoida nosiła oznaczenie tymczasowe (1384) 1934 RX.